# Åmåls socken
Åmåls socken i Dalsland ingick i Tössbo härad och är sedan 1971 en del av Åmåls kommun, från 2016 inom Åmåls distrikt.
Socknens areal är 79,71 kvadratkilometer varav 78,66 land. År 1954 fanns här 1 126 invånare.  Delar av Åmål samt orten Kasenberg ligger i socknen. Sockenkyrkan var gemensam med Åmåls stad och låg i staden.   

## Administrativ historik
Socknen har medeltida ursprung.
Vid kommunreformen 1862 övergick socknens ansvar för de kyrkliga frågorna till Åmåls landsförsamling och för de borgerliga frågorna bildades Åmåls landskommun.  Landskommunen uppgick 1952 i Tössbo landskommun som 1971 uppgick i Åmåls kommun. Församlingen bildade 1963 med Åmåls stadsförsamling Åmåls församling.
1 januari 2016 inrättades distriktet Åmål, med samma omfattning som Åmåls församling hade 1999/2000 och fick 1963, och vari detta sockenområde ingår.
Socknen har tillhört län, fögderier, tingslag och domsagor enligt vad som beskrivs i artikeln Tössbo härad. De indelta soldaterna tillhörde Västgöta-Dals regemente, Tössbo kompani.

## Geografi
Åmåls socken ligger närmast söder, norr och väster om Åmål kring och även öster om en vik av Vänern kring Åmålsån och Kasenbergsån. Socknen är till övervägande del en kuperad skogsbygd.

## Fornlämningar
Boplatser och flera hällkistor från stenåldern har påträffats. Från bronsåldern finns flera gravrösen. Från järnåldern finns mindre gravfält.

## Namnet
Namnet skrevs 1397 Amord och kommer från ån, Åmålsån. Efterleden innehåller mord, 'grovt grus'.

## Befolkningsutveckling
| Befolkningsutvecklingen i Åmåls socken 1780–1960 | Befolkningsutvecklingen i Åmåls socken 1780–1960 | Befolkningsutvecklingen i Åmåls socken 1780–1960 | Befolkningsutvecklingen i Åmåls socken 1780–1960 | Befolkningsutvecklingen i Åmåls socken 1780–1960 |
| --- | ------------------------------------------------ | ------------------------------------------------ | ------------------------------------------------ | ------------------------------------------------ |
| |                                                  |                                                  |                                                  |                                                  |
| År |                                                  |                                                  | Folkmängd                                        |                                                  |
| 1780 | 1780                                             |                                                  | 912                                              |                                                  |
| 1790 | 1790                                             |                                                  | 984                                              |                                                  |
| 1800 | 1800                                             |                                                  | 994                                              |                                                  |
| 1810 | 1810                                             |                                                  | 1 041                                            |                                                  |
| 1820 | 1820                                             |                                                  | 1 043                                            |                                                  |
| 1830 | 1830                                             |                                                  | 1 289                                            |                                                  |
| 1840 | 1840                                             |                                                  | 1 470                                            |                                                  |
| 1850 | 1850                                             |                                                  | 1 705                                            |                                                  |
| 1860 | 1860                                             |                                                  | 1 949                                            |                                                  |
| 1870 | 1870                                             |                                                  | 1 892                                            |                                                  |
| 1880 | 1880                                             |                                                  | 1 749                                            |                                                  |
| 1890 | 1890                                             |                                                  | 1 428                                            |                                                  |
| 1900 | 1900                                             |                                                  | 1 445                                            |                                                  |
| 1910 | 1910                                             |                                                  | 1 303                                            |                                                  |
| 1920 | 1920                                             |                                                  | 1 262                                            |                                                  |
| 1930 | 1930                                             |                                                  | 1 150                                            |                                                  |
| 1940 | 1940                                             |                                                  | 1 062                                            |                                                  |
| 1950 | 1950                                             |                                                  | 1 126                                            |                                                  |
| 1960 | 1960                                             |                                                  | 799                                              |                                                  |
| Anm: Tabellen visar Åmåls landsförsamling, ej stad. Källor: Umeå universitet - Tabellverket 1749-1859, Demografiska databasen, CEDAR, Umeå universitet |                                                  |                                                  |                                                  |                                                  |